# Ганс-Ульріх Кранц
Ганс-Ульріх Фрідріх Вільгельм Кранц (нім. Hans-Ulrich Friedrich Wilhelm Krantz; 24 червня 1906, Берлін — 15 серпня 1976, Букстегуде) — німецький офіцер, оберст вермахту, генерал-майор бундесверу.

## Біографія
У 1925 році вступив у 5-й (прусський) піхотний полк (Грайфсвальд). В 1925/26 роках — солдат 2-го (прусського) автомобільного дивізіону (Шверін). В 1926 році склав іспит фанен-юнкера в 3-му (прусському) автомобільному дивізіоні. В 1926/29 роках навчався в піхотному училищі Дрездена, де склав офіцерський іспит. З 1929 року служив в 3-й роті 2-го (прусського) автомобільного відділу (Кольберг). З 1930 року — офіцер з рекрутування в 1-му і 3-му автомобільних дивізіонах (Кенігсберг, Деберіц і Вюнсдорф). З 1933 року — офіцер для особливих доручень ОКГ в Берліні. З 1935 року — ад'ютант 3-го танкового розвідувального дивізіону (Штансдорф) і танкового навчального дивізіону (Вюнсдорф). В 1937/39 роках пройшов курс офіцера Генштабу у Військовій академії в Берліні.
З 1939 року — 3-й (офіцер зв'язку) і 2-й (квартирмейстер) офіцер Генштабу 4-ї легкої дивізії. З 1940 року служив у навчальному відділі Генштабу сухопутних військ. З липня 1943 року — 1-й офіцер (начальник оперативного відділу) Генштабу групи армій «B». З серпня 1943 року — начальник штабу інспекції навчальних закладів ОКГ. З листопада 1944 року — 1-й офіцер Генштабу 1-ї танкової дивізії, в травні 1945 року — 3-го танкового корпусу. В травні 1945 року взятий в полон. В 1947 році звільнений.
В 1947/48 роках працював бухгалтером в замку Шермау біля Дінгольфінга. В 1948/49 роках — помічник начальника Державної реєстраційної комісії. З 1949 року — консультант з організації поліцейського супроводу Федерального президента в канцелярії Федерального президента в Бонні. В 1951 році очолив Орденську канцелярію. 
У 1956 році вступив у бундесвер і був призначений молодшим керівником відділу Федерального міністерства оборони. З 1957 року працював в командному штабі сухопутних військ. У лютому 1958 року пройшов підготовку спостерігача у США. З 1960 року — заступник командира 1-ї панцергренадерської дивізії (Ганновер). З 1961 року — командир 3-ї танкової дивізії (Букстегуде). В 1962/66 роках — заступник командира 1-го корпусу (Мюнстер).

## Звання
- Лейтенант (1930)
- Оберлейтенант (1933)
- Гауптман (1937)
- Ротмістр (1938)
- Гауптман Генштабу (1940)
- Майор (1941)
- Оберстлейтенант (1943)
- Оберст (1944)
- Бригадний генерал (1957)
- Генерал-майор (1962)

## Нагороди
- Медаль «За вислугу років у Вермахті» 4-го і 3-го класу (12 років)
- Залізний хрест
  - 2-го класу
  - 1-го класу (11 червня 1940)[1]
- Орден «За заслуги перед Італійською Республікою», офіцерський хрест (1954)
- Орден Георга I, офіцерський хрест (Королівство Греція; 1954)
- Орден Зірки Ефіопії, командорський хрест (1955)
- Орден Портрету володаря 3-го ступеня (Іран; 1955)
- Почесний знак Німецького Червоного Хреста (1958)
- Орден «За заслуги перед Федеративною Республікою Німеччина», командорський хрест (1966)